# Cuatro Torres Business Area
Cuatro Torres Business Area (conhecida como CTBA), é um complexo financeiro, localizada ao longo do Paseo de la Castellana, na cidade espanhola de Madrid. Neste local atuam-se os mais altos arranha-céus da cidade e do país (Torre Espacio, Torre de Cristal, Torre Sacyr Vallehermoso e a Torre Caja Madrid), pelo qual foram concluídas em 2008.